# Vacuna contra la malaria
Una vacuna contra la malaria es una vacuna que se usa para prevenir la malaria. A partir de 2022, se aprobó una vacuna, conocida como RTS,S (nombre comercial Mosquirix), que está en uso en tres países del África subsahariana, requiere cuatro inyecciones. Es poco probable que esta vacuna sea útil para los viajeros.
La RTS,S se usa en niños de 6 semanas a 17 meses de edad en  zonas del mundo donde el Plasmodium falciparum es común. Disminuye el riesgo de paludismo entre un 24 y un 43 % en el año posterior a la administración de la tercera dosis. Los efectos secundarios más comunes incluyen fiebre, irritabilidad y dolor en el lugar de la inyección. Se produce un  ataque (convulsión febril) en aproximadamente el 0,1 % de las personas que reciben la vacuna. Existe la preocupación de que, si no se administra la cuarta dosis, las muertes relacionadas con el paludismo puedan volver a aumentar.
La RTS,S recibió una opinión positiva del CHMP (Comité de Medicamentos de Uso Humano, de la Agencia Europea de Medicamentos) en 2015 y la Organización Mundial de la Salud (OMS) lo aprobó en 2021.  El precio no se había decidido a  fecha 2021. GAVI está proporcionando 160 millones de  dólares estadounidenses entre 2022 y 2025 para su implementación.

La vacuna contra la malaria más efectiva a partir de 2021 es R21/Matrix-M, con un 77 % en los ensayos iniciales. Es la primera vacuna que cumple el objetivo de la OMS de una eficacia mínima del 75 %.